# Klaus Ofner
Klaus Ofner (Murau, 15 agosto 1968) è un ex combinatista nordico austriaco.

## Biografia
In Coppa del Mondo esordì il 29 dicembre 1988 a Oberwiesenthal, subito ottenendo il primo podio (2°).
In carriera prese parte a due edizioni dei Giochi olimpici invernali, Calgary 1988 (22° nell'individuale) e Albertville 1992 (5° nell'individuale, 3° nella gara a squadre), e a quattro dei Campionati mondiali, vincendo due medaglie.

## Palmarès

### Olimpiadi
- 1 medaglia:
  - 1 bronzo (gara a squadre ad Albertville 1992)

### Mondiali
- 2 medaglie:
  - 1 oro (gara a squadre a Val di Fiemme 1991)
  - 1 bronzo (individuale a Val di Fiemme 1991)

### Coppa del Mondo
- Miglior piazzamento in classifica generale: 4º nel 1992
- 3 podi (tutti individuali):
  - 2 secondi posti
  - 1 terzo posto

### Campionati austriaci
- 6 medaglie[1]:
  - 2 ori (individuale nel 1993; individuale nel 1995)
  - 2 argenti (individuale nel 1991; individuale nel 1992)
  - 2 bronzi (individuale nel 1990; individuale nel 1994)